# François de La Fare
Hector François de La Fare, né en 1584 à Carpentras et mort le 28 septembre 1628 à Charny[Lequel ?], est un prélat français du XVIIe siècle.

## Biographie
Comme son nom de Lopes ou Lopis le suggère, il est issu d'une famille originaire d'Espagne installée à Avignon depuis le milieu du XVe siècle. Baptisé sous le nom d'Hector le 12 mars 1584, il est le fils de Jérôme de Lopes de La Salle, seigneur de La Fare, et d'Isabelle de Guiramand, sa deuxième épouse. Il entre en 1600 dans l'ordre des minimes où il prend le nom de « François » et étudie dans les maisons d'Aix-en-Provence et d'Avignon et peut-être aussi à l'université de Salamanque. Il est bientôt regardé comme un des plus savants théologiens de son ordre. Provincial supérieur de l'ordre, il se fait également remarquer comme prédicateur à Paris en 1622.
Le roi Louis XIII le nomme à l'évêché de Riez le 28 avril 1625. Il est confirmé le 15 septembre et consacré le 26 octobre par l'archevêque d'Aix. En 1627 François confirme l'érection de la paroisse de Montmeyan en vicairie perpétuelle.
En 1628, François de La Fare est député, par les États de Provence, auprès du roi et à l'Assemblée générale du clergé de France, tenue à Fontenay-le-Comte, en Poitou, où la cour se trouve à l'occasion du siège de la Rochelle. Il meurt le 28 septembre 1628.

## Source
- La France pontificale (Gallia Christiana), Paris, s.d.